# 13-я штурмовая инженерно-сапёрная бригада
13-я штурмовая инженерно-сапёрная бригада — штурмовая инженерно-сапёрная бригада в составе Вооружённых Сил СССР во время Великой Отечественной войны

## История
Бригада сформирована 25.05.1943 года на базе 72-й инженерно-сапёрной бригады и 5-й горной минно-инженерной бригады в Московском военном округе (Юрьев-Польский)
В действующей армии с 15.07.1943 по 10.10.1943, с 13.03.1944 по 15.11.1944, с 12.03.1945 по 09.05.1945 и с 09.08.1945 по 03.09.1945 года.
Из воспоминаний А. И. Фомина
…каждый воин имел автомат и финский нож, к тому же на батальоны выделялись довольно щедро снайперские винтовки, противотанковые ружья и ручные пулеметы, не считая различного вида гранат: противотанковых, противопехотных и специальных зажигательных, предназначенных для уничтожения огнём оборонительных сооружений противника. Соответствующим образом строилась и подготовка: наибольшее время уходило на изучение приемов рукопашного боя, метание гранат и т.п….Боевое снаряжение наших воинов состояло из обычной стальной каски и уж совсем необычного для пехоты стального нагрудника, не пробиваемого автоматными пулями и мелкими осколками. Благодаря этим нагрудникам бойцы наши впоследствии получили полунемецкое название «панцирная пехота». 
В июле 1943 через Ярославль — Вологду — Волховстрой пятью эшелонами отбыла под Ленинград, разгрузилась неподалёку от Шлиссельбурга. Штаб бригады расположился в посёлке Нижняя Назия. Была побатальонно придана стрелковым дивизиям (11-й, 43-й, 45-й гвардейской) для участия в Мгинской операции, по существу распылена, поскольку в дальнейшем внутри дивизии дробление продолжалось, так, что в каждой стрелковой роте было отделение бригады. Штаб бригады и оперативное отделение расположился в Рабочих посёлках № 1 и 5. В течение 10 дней атак на Синявинские высоты c 22.07.1943 потеряла около половины состава только убитыми и отведена в резерв, в Ногинск.
В феврале 1944 направлена на Карельский фронт, прибыла в Беломорск, переправлена в район Нямозеро, заняла позиции восточнее цепи озёр Верман (западнее Кандалакши), вела частные бои и глубокую разведку инженерных укреплений.
В июне 1944 года переброшена на Свирский оборонительный рубеж. Поскольку начало Свирско-Петрозаводской операции планировалось на 25.06.1944, должна была прибыть 23.06.1944, однако в связи с отходом финских войск операцию начали 21.06.1944 и на начальном этапе наступления бригада не использовалась. С 24.06.1944 в наступлении части бригады разминировали пути движения колонн, восстанавливали мосты и дороги, строили переправы, вели прокладку объездных путей, по окончании операции занималась разминированием освобождённых районов, в частности города Подпорожье. Кроме того вела разведку и описание финского оборонительного рубежа на участке от Обжи до Мегрозера. Была оперативно подчинена 99-му стрелковому корпусу, базировалась в Видлице. Совершила 150-километровый марш в район озёр Суоярви, где выдержала тяжёлый бой под Лоймолой, чудом отстояв Знамя бригады.
Затем переброшена в Заполярье, где принимала участие в Петсамо-Киркенесской операции. участвовала в операции совместно с 99-м стрелковомым корпусом и 131-м стрелковым корпусом, форсировала реку Титовку и захватила плацдармы на её западном берегу, штурмовала опорные пункты Большой и Малый Кариквайвиши. Обеспечивала форсирование водных преград от рубежа озеро Сальмиярви, Ланг-фьорд. Закончила боевые действия в ходе операции в Киркенесе.
В конце ноября 1944 года вернулась на территорию СССР. Штаб бригады с 64-м батальоном и мелкими подразделениями расположился в посёлке Кильдинстрой под Мурманском.
В начале апреля 1945 года передислоцирована в Бромберг, частью сил участвовала в боях: по-видимому бригаде был придан 40-й батальон ранцевых огнемётов из состава 20-й моторизованной штурмовой инженерно-сапёрной бригады (есть некоторые сведения, позволяющие предположить что 40-й ооб входил в состав бригады по крайней мере с конца Свирско-Петрозаводской операции), который штурмовал Грауденц, батальон амфибий форсировал Одер под Штеттином.
После окончания боевых действий переброшена в Монголию, разгрузилась на станции Чойбалсан. Оттуда двигалась во втором эшелоне к монгольскому посёлку Тамцаг-Булаг, а затем к Халун-Аршанскому укреплённому району. В соприкосновение с противником не входила.

## Полное наименование
- 13-я штурмовая инженерно-сапёрная Хинганская бригада

## Состав
При формировании
- 61-й штурмовой инженерно-сапёрный батальон
- 62-й штурмовой инженерно-сапёрный батальон
- 63-й штурмовой инженерно-сапёрный батальон
- 64-й штурмовой инженерно-сапёрный батальон
- 65-й штурмовой инженерно-сапёрный батальон
- Моторизованная разведывательная рота
- Лёгкий переправочный парк,
- Взвод связи
- Комендантский взвод

К Свирско-Петрозаводской операции, кроме того, были в составе
- 28-й отдельный ордена Красной Звезды батальон ранцевых огнемётов
- Рота вожатых собак-миноискателей

После Петсамо-Киркенесской операции пополнена
- Батальон амфибий Ford GPA, 40 штук

## Подчинение
| Дата            | Фронт (округ)            | Армия                                 | Корпус | Дивизия | Примечания                                                              |
| --------------- | ------------------------ | ------------------------------------- | ------ | ------- | ----------------------------------------------------------------------- |
| 01.06.1943 года | Московский военный округ | -                                     | -      | -       | -                                                                       |
| 01.07.1943 года | Московский военный округ | -                                     | -      | -       | -                                                                       |
| 01.08.1943 года | Ленинградский фронт      | 67-я армия                            | -      | -       | -                                                                       |
| 01.09.1943 года | Ленинградский фронт      | -                                     | -      | -       | -                                                                       |
| 01.10.1943 года | Ленинградский фронт      | -                                     | -      | -       | -                                                                       |
| 01.11.1943 года | Московский военный округ | -                                     | -      | -       | -                                                                       |
| 01.12.1943 года | Московский военный округ | -                                     | -      | -       | -                                                                       |
| 01.01.1944 года | Московский военный округ | -                                     | -      | -       | -                                                                       |
| 01.02.1944 года | Московский военный округ | -                                     | -      | -       | -                                                                       |
| 01.03.1944 года | Московский военный округ | -                                     | -      | -       | -                                                                       |
| 01.04.1944 года | Карельский фронт         | 19-я армия                            | -      | -       | -                                                                       |
| 01.05.1944 года | Карельский фронт         | 19-я армия                            | -      | -       | -                                                                       |
| 01.06.1944 года | Карельский фронт         | 19-я армия                            | -      | -       | -                                                                       |
| 01.07.1944 года | Карельский фронт         | 7-я армия                             | -      | -       | -                                                                       |
| 01.08.1944 года | Карельский фронт         | 7-я армия                             | -      | -       | -                                                                       |
| 01.09.1944 года | Карельский фронт         | -                                     | -      | -       | кроме 28-го отдельного батальона ранцевых огнемётов в составе 7-й армии |
| 01.10.1944 года | Карельский фронт         | 19-я армия                            | -      | -       | -                                                                       |
| 01.11.1944 года | Карельский фронт         | 14-я армия                            | -      | -       | -                                                                       |
| 01.12.1944 года | Резерв Ставки ВГК        | Полевое управление Карельского фронта | -      | -       | -                                                                       |
| 01.01.1945 года | Резерв Ставки ВГК        | Резервное фронтовое управление        | -      | -       | -                                                                       |
| 01.02.1945 года | Резерв Ставки ВГК        | Резервное фронтовое управление        | -      | -       | -                                                                       |
| 01.03.1945 года | Резерв Ставки ВГК        | -                                     | -      | -       | -                                                                       |
| 01.04.1945 года | 2-й Белорусский фронт    | -                                     | -      | -       | -                                                                       |
| 01.05.1945 года | 2-й Белорусский фронт    | -                                     | -      | -       | -                                                                       |
| 01.06.1945 года | -                        | -                                     | -      | -       | нет данных                                                              |
| 01.07.1945 года | -                        | -                                     | -      | -       | нет данных                                                              |
| 01.08.1945 года | -                        | -                                     | -      | -       | нет данных                                                              |
| 09.08.1945 года | Забайкальский фронт      | -                                     | -      | -       | -                                                                       |
| 03.09.1945 года | Забайкальский фронт      | -                                     | -      | -       | -                                                                       |

## Командиры
- С. Л. Штейн, полковник, до августа 1944 года
- И. М. Гурьев, полковник, с августа 1944 года

## Награды
| Награда    | Дата | За что получена |
| ---------- | ---- | --------------- |
| Хинганская | 1945 |                 |